# Enrico Simonini
Enrico Simonini (Reggio Emilia, 21 novembre 1900 – Reggio Emilia, 7 febbraio 1959) è stato un calciatore italiano, di ruolo difensore.

## Carriera
Milita nella Reggiana per otto anni, debuttando in massima serie nel 1925-1926 e disputando complessivamente 7 gare in due stagioni nel massimo campionato italiano.

## Palmarès

### Club

#### Competizioni nazionali
- Prima Divisione: 1

Reggiana: 1926-1927